# Юаньян (повіт, Хенань)
35°03′15″ пн. ш. 113°57′36″ сх. д. / 35.05408° пн. ш. 113.95998° сх. д.
Юаньян (кит. 原阳县, пін. Yuányáng Xiàn) — один із повітів КНР у складі префектури Сіньсян, провінція Хенань. Адміністративний центр — містечко Юаньсін.

## Географія
Юаньян лежить на півдні префектури, на лівому березі Хуанхе.

### Клімат
Повіт знаходиться у зоні, котра характеризується вологим континентальним кліматом зі спекотним літом. Найтепліший місяць — червень із середньою температурою 26,9 °C. Найхолодніший місяць — січень, із середньою температурою 0 °С.
| Клімат повіту Юаньян    | Клімат повіту Юаньян | Клімат повіту Юаньян | Клімат повіту Юаньян | Клімат повіту Юаньян | Клімат повіту Юаньян | Клімат повіту Юаньян | Клімат повіту Юаньян | Клімат повіту Юаньян | Клімат повіту Юаньян | Клімат повіту Юаньян | Клімат повіту Юаньян | Клімат повіту Юаньян | Клімат повіту Юаньян |
| Показник                | Січ.                 | Лют.                 | Бер.                 | Квіт.                | Трав.                | Черв.                | Лип.                 | Серп.                | Вер.                 | Жовт.                | Лист.                | Груд.                | Рік                  |
| Середній максимум, °C   | 5,4                  | 9                    | 14,4                 | 21,6                 | 26,9                 | 31,7                 | 31,4                 | 30,2                 | 26,6                 | 21,6                 | 13,9                 | 7,4                  | 20                   |
| Середня температура, °C | 0                    | 3,3                  | 8,5                  | 15,5                 | 20,8                 | 25,8                 | 26,9                 | 25,6                 | 21                   | 15,4                 | 8                    | 2                    | 14,4                 |
| Середній мінімум, °C    | −4,4                 | −1,3                 | 3,5                  | 9,6                  | 15                   | 20,2                 | 23                   | 21,7                 | 16,4                 | 10,4                 | 3,2                  | −2,3                 | 9,6                  |
| Норма опадів, мм        | 6.2                  | 8.9                  | 20.7                 | 24.4                 | 57.1                 | 62.7                 | 145.6                | 120.5                | 62.9                 | 33.5                 | 17.7                 | 6                    | 566.2                |
| Вологість повітря, %    | 61                   | 60                   | 62                   | 65                   | 70                   | 66                   | 81                   | 83                   | 78                   | 71                   | 67                   | 63                   | 68.9                 |
| ----------------------- | -------------------- | -------------------- | -------------------- | -------------------- | -------------------- | -------------------- | -------------------- | -------------------- | -------------------- | -------------------- | -------------------- | -------------------- | -------------------- |
| Джерело: data.cma.cn    |                      |                      |                      |                      |                      |                      |                      |                      |                      |                      |                      |                      |                      |